# Wen Tong
Wen Tong (文同T, Wén TóngP; Zitong, Mianyang, 1018 – Huzhou, 1079) è stato un pittore e poeta cinese.

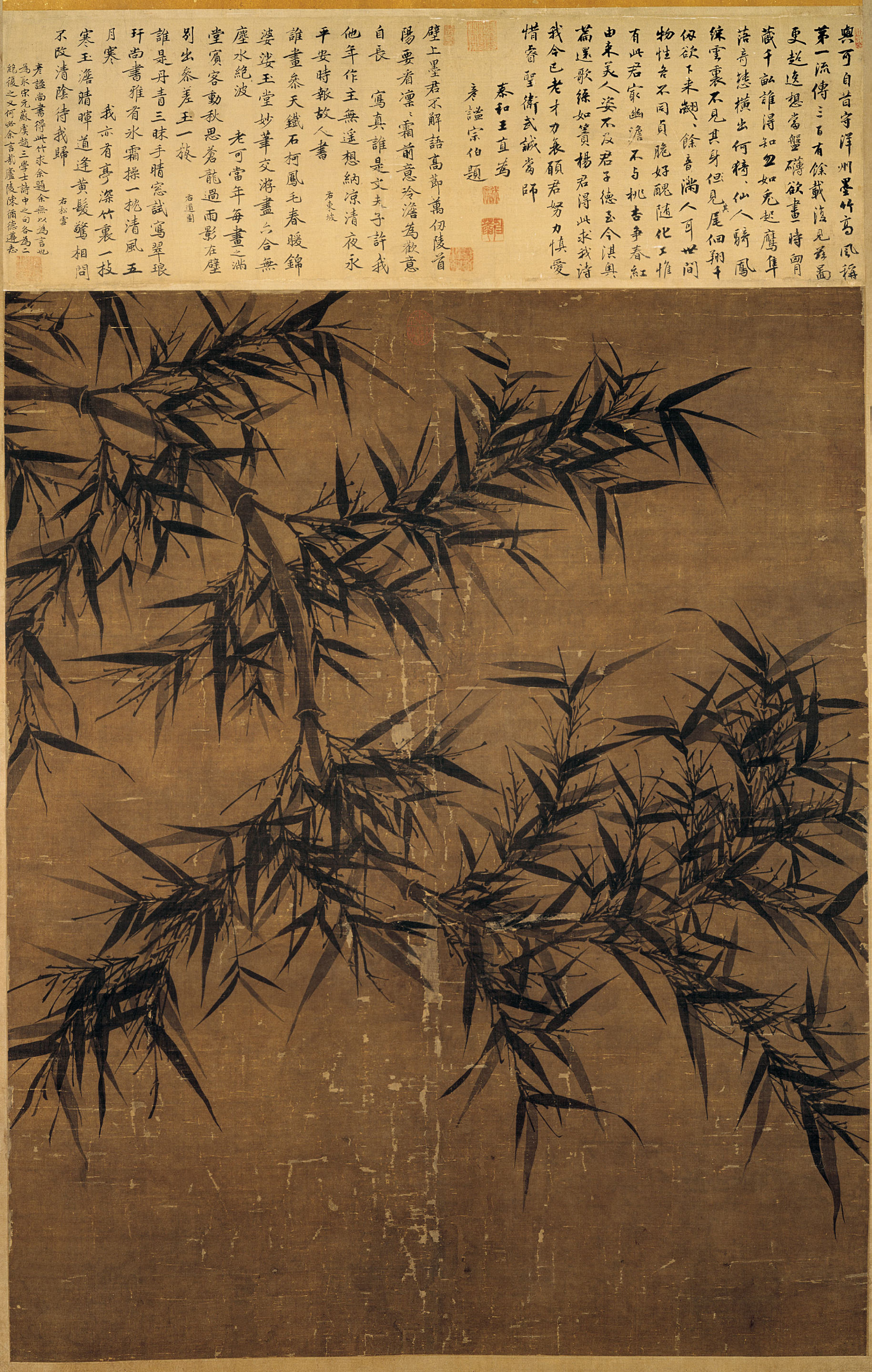
Bambù di Wen Tong

Divenne pittore di bambù al seguito del suo caro amico Su Tongpo. Da questa prima attività scaturì la sua vena artistica, tanto da farlo diventare il migliore nel suo campo, un maestro di mo chu (bambù ad inchiostro).
Come era d'uso all'epoca, ricoprì varie cariche statali dopo aver intrapreso con successo la carriera di mandarino. Fu prefetto di Lingyang e governatore di Huzhou.
I suoi lavori, dal periodo Song al periodo Yuan, nell'arco di due secoli, dall'XI al XII, conobbero grande fama e divennero delle vere e proprie rarità in quanto molto ambite.
Un suo celebre rotolo, Ramo di bambù, è oggi al Museo di Pechino.
Di lui scrisse il poeta Li Kan nell'opera Chu p'u (Saggio sul bambù): "Finalmente apparve Wen Tong come un sole brillante nel cielo e tutte le torce persero la propria luce".